# Peel P50
Peel P50 je tříkolové vozidlo z ostrova Man. Od roku 1962 drží titul nejmenšího sériově vyráběného auta. Vylepšenou verzí je automobil z roku 1965 Peel Trident. Peel P50 má délku 1,37 metru, 1 metr na šířku a na výšku 1,2 metru. Váží asi 50 kg. Pohání ho dvoudobý motor o objemu 50 kubických centimetrů. Peel má náhon na zadní kolo. Zvláštností jsou dveře otevírající se na druhou stranu (panty mají vzadu). Automobil má výkon 5 koní a jede rychlostí až 65 kilometrů v hodině. Je zajímavé, že svým vzhledem trochu připomíná malou lokomotivu.
Mezi lety 1964 a 1965 bylo vyrobeno celkem 47 kusů vozidla. Automobil byl veřejnosti představen v roce 1963, kdy s ním zaměstnanci společnosti vyjeli na věž Blackpool Tower.